# Protapanteles acraeae
Protapanteles acraeae är en stekelart som först beskrevs av Wilkinson 1932.  Protapanteles acraeae ingår i släktet Protapanteles och familjen bracksteklar. Inga underarter finns listade i Catalogue of Life.